# Uvaria acuminata
Uvaria acuminata är en kirimojaväxtart som beskrevs av Daniel Oliver. Uvaria acuminata ingår i släktet Uvaria och familjen kirimojaväxter. IUCN kategoriserar arten globalt som livskraftig. Utöver nominatformen finns också underarten U. a. catocarpa.